# Teodoro Frejtman
Teodoro Rubén Frejtman (Concordia, Entre Ríos, 10 de enero de 1948) es un ingeniero, poeta y autor argentino nacionalizado y radicado en Uruguay desde 1977.

## Biografía
Realizó sus estudios primarios y secundarios en su ciudad natal, asistiendo al Colegio Nacional Alejandro Carbó, culminando como bachiller en 1965. Estudió ingeniería aeronáutica en la Universidad Nacional de La Plata egresando en 1976. Está casado y es padre de dos hijos. Algunos de sus trabajos han sido publicados en Uruguay, Argentina, España, Venezuela, Chile, Perú, Colombia, México, Italia, Israel y los EE.UU, entre otros. Fue director responsable de varias publicaciones periódicas, actuando en reiteradas oportunidades como colaborador y columnista en páginas de ediciones culturales de varios países de habla hispana. Ha sido galardonado con alrededor de 30 premios y distinciones nacionales e internacionales. 
El 3 de enero de 2005, por sus aportes a la cultura latinoamericana, un colegio privado de educación primaria, ubicado en Soyapango, El Salvador, ha sido designado en su honor con el nombre: «Centro de Enseñanza Teodoro Rubén Frejtman».
Publicó los libros "Fluencias", con prólogo del profesor Nelson Pilosof e ilustraciones de Mary Porto Casas y "Milagro de martes", que cuenta con ilustraciones del propio Frejtman.

## Libros
- 2006, Fluencias (ISBN 9974-7983-7-X )
- 2009, Milagro de martes (ISBN 978-9974-96-832-5)

## Premios
- 1976, Premio Certamen Literario Municipal de Mercedes, Argentina.
- 1976, Premio Concurso Literario Sociedad de Escritores de La Plata, Argentina.
- 1978, Diploma de Honor Círculo Literario Latencia de La Plata, Argentina.
- 1991, Primer Premio Certamen Latinoamericano de Poesía, Ministerio de Educación y Cultura de Uruguay.[5]
- 1992, Primer Premio Certamen de Poesía "Montevideo, Mi Casa", Intendencia de Montevideo.
- 1993, Primer Premio de Poesía. Certamen literaio Revista Punto de Encuentro. Montevideo, Uruguay
- 1992, Premio certamen Literario Encuentro de 2 Mundos. Embajada de España en Uruguay
- 1992, Medalla al Mérito, Círculo de Artes y Letras Ángel Falco. Montevideo, Uruguay
- 1993, Segundo Premio Certamen de Cuentos Breves del Departamento de Cultura, Intendencia de Montevideo.
- 1994, Premio de Poesía Certamen Literario. Departamento de Cultura, Intendencia de Montevideo.
- 1994, Premio Certamen Literario Año Internacional de la Familia. Chuy, Uruguay.
- 1995, Mención de Honor Nacional Certamen Literario doctor Manini Ríos, Asociación de Escritores del Interior. Montevideo, Uruguay